# میدان نفتی سیوند
میدان نفتی سیوند، از میدان‌های نفتی ایران در خلیج فارس است، که در استان هرمزگان، در فاصله ۵۰ کیلومتری غرب جزیره سیری واقع شده و شامل دو سکوی حفاری فراساحلی می‌باشد. این میدان دارای ۱۱ حلقه چاه افقی تولیدی است. میدان سیوند از میادین تحت مدیریت شرکت نفت فلات قاره ایران بشمار می‌آید.
از مجموعه پنج میدان نفتی منطقه سیری، روزانه حدود ۹۸ هزار بشکه نفت خام با درجه ای.پی.آی ۳۴ برداشت می‌شود، که بر اساس برنامه بلند مدت شرکت نفت فلات قاره ایران، این میزان می‌بایست به روزانه ۱۳۰ هزار بشکه در طول سه سال آینده برسد. 
نفت میادین سیوند، دنا، نصرت و الوند در سکوی بهره برداری نصر جمع آوری و پس از فرآورش اولیه توسط یک خط لوله ۱۶ اینچی به طول ۳۳ کیلومتر به جزیره سیری منتقل می شود. فاصله این جزیره تا مرکز شهرستان ابوموسی که در قسمت شرقی جزیره سیری واقع شده در حدود ۲۷ کیلومتر است. فاصله دریایی سیری تا مرکز استان هرمزگان شهر بندرعباس در حدود ۱۵۲ مایل دریایی است.
جزیره سیری در حدود ۷۲ کیلومتری خط ساحلی ایران در جنوب بندر لنگه و ۴۰ کیلومتری غرب جزیره ابوموسی واقع شده و وسعت آن ۱۸ کیلومتر مربع است که با اکتشاف نفت در خلیج فارس و فعال شدن شرکت نفتی سوفیران در این جزیره، نخستین بار استخراج نفت در این منطقه نفتی انجام شد.